# Йоланда дьо Куртене
Йоланда дьо Куртене е унгарска кралица – втора съпруга на унгарския крал Андраш II.

## Произход
Дъщеря е на Пиер дьо Куртене и на съпругата му Йоланда Фландърска, която е сестра на двама латински императори Балдуин Фландърски и Хенрих Фландърски.

## Кралица на Унгария
Йоланда дьо Куртене е омъжена за унгарския крал Андраш II, чиято първа съпруга Гертруда от Мерания е брутално убита две години по-рано. Бракът на Йоланда и Андраш е уреден от вуйчо ѝ – император Хенрих Фландърски, който чрез този брак цели да привлече подкрепата на унгарците за новия му съюзник в лицето на българския цар Борил.
Сватбата между Йоанда и Андраш II е отпразнувана през февруари 1215 г. в Секешфехервар, където архиепископът на Естергом Йоан коронясва новата унгарска кралица. По този повод папа Инокентий III получава жалба от епископа на Веспрем Робер, на когото по традиция се падало да извърши венчавката и коронацията на кралицата. В отговор на жалбата в Унгария пристига папски легат, който да разследва случая и който впоследствие потвърждава правата на епископа на Веспрем.
След смъртта на император Хенрих Фландърски на 11 юли 1216 г., крал Андраш II планира да се сдобие с императорската корона на Константинопол, но латинските барони избират за нов император бащата на Йоланда.
Йоланда дьо Куртене умира през 1233 г. и е погребана в мнастира в Игриш (дн. Румъния).

## Деца
Йоланда и Андраш II имат една дъщеря:
- Йоланда Унгарска, омъжена за крал Хайме I Арагонски.

Освен това Йонада дьо Куртене поддържа добри отношения и с децата на Андраш II от първия му брак.